# Luigi Travaglino
Luigi Travaglino (Brusciano, 6 settembre 1939) è un arcivescovo cattolico e diplomatico italiano, dal 16 gennaio 2016 nunzio apostolico emerito nel Principato di Monaco.

## Biografia
Luigi Travaglino è nato il 6 settembre 1939 a Brusciano, provincia di Napoli. È stato ordinato sacerdote il 15 agosto 1962 nella diocesi di Nola. Ha poi conseguito il dottorato in diritto canonico.
Ha proseguito gli studi presso la Pontificia Accademia Ecclesiastica ed è entrato nel servizio diplomatico della Santa Sede nel 1970. I suoi incarichi includevano Bolivia, Etiopia, Portogallo, Scandinavia e Islanda, Zaire, El Salvador, Paesi Bassi e Grecia. Nel 1989 è rientrato a Roma per lavorare nella Sezione Generale della Segreteria di Stato.

### Ministero episcopale
Papa Giovanni Paolo II lo ha nominato arcivescovo titolare di Lettere e delegato apostolico in Sierra Leone il 4 aprile 1992, aggiungendo l'incarico di pro-nunzio apostolico in Guinea il 23 aprile, e pro-nunzio apostolico in Gambia e Liberia il 7 novembre.
È stato consacrato vescovo il 26 aprile 1992 nella Basilica di San Pietro da Giovanni Paolo II.
Il 2 maggio 1995 Travaglino è stato nominato nunzio apostolico in Nicaragua. Il 30 ottobre 2001 Papa Giovanni Paolo II lo ha trasferito nuovamente alla Segreteria di Stato a Roma. 
Il 14 e il 15 dicembre 2006 ha partecipato come inviato speciale della Santa Sede al vertice di Nairobi.
Papa Benedetto XVI lo ha nominato il 5 gennaio 2011 Osservatore Permanente della Santa Sede presso l'ONU per l'alimentazione e l'agricoltura, il Fondo internazionale per lo sviluppo agricolo e il Programma alimentare mondiale; l'8 settembre 2012 il Papa ha aggiunto l'incarico di nunzio apostolico a Monaco.
Il 13 settembre 2014 papa Francesco lo ha nominato membro della Congregazione per l'evangelizzazione dei popoli.
Il suo mandato di Nunzio a Monaco si è concluso il 15 gennaio 2016 con la nomina del suo successore.

## Genealogia episcopale
La genealogia episcopale è:
- Cardinale Scipione Rebiba
- Cardinale Giulio Antonio Santori
- Cardinale Girolamo Bernerio, O.P.
- Arcivescovo Galeazzo Sanvitale
- Cardinale Ludovico Ludovisi
- Cardinale Luigi Caetani
- Cardinale Ulderico Carpegna
- Cardinale Paluzzo Paluzzi Altieri degli Albertoni
- Papa Benedetto XIII
- Papa Benedetto XIV
- Papa Clemente XIII
- Cardinale Enrico Benedetto Stuart
- Papa Leone XII
- Cardinale Chiarissimo Falconieri Mellini
- Cardinale Camillo Di Pietro
- Cardinale Mieczysław Halka Ledóchowski
- Cardinale Jan Maurycy Paweł Puzyna de Kosielsko
- Arcivescovo Józef Bilczewski
- Arcivescovo Bolesław Twardowski
- Arcivescovo Eugeniusz Baziak
- Papa Giovanni Paolo II
- Arcivescovo Luigi Travaglino